# Роули (рифы)
Рифы Роули (англ. Rowley Shoals) — группа из трёх коралловых рифов к югу от Тиморского моря примерно в 260 км к западу от порта Брум, расположенного в северо-западной части Австралии. К северо-востоку расположены рифы Скотт и Серингапатам.

## География
Рифы приурочены к одному из самых широких континентальных шельфов мира. Каждый риф занимает от 80 до 90 км² (включая площадь лагуны), при этом доля суши от этой площади минимальна.
Рифы Раули состоят из трёх рифов: Мермейд, Кларк, Эмперьёз.
Риф Мермейд (17°06′ ю. ш. 119°37′ в. д.), также известный в прошлом как Pulau Manjariti, расположен в северо-восточной части группы. Представляет собой атолл с большой лагуной, окружённой коралловыми образованиями. В северо-восточной части рифа расположен проход шириной 60 м. Риф получил своё современное название в 1818 году, когда был открыт капитаном Филипом Паркером Кингом, который назвал его в честь своего корабля.
Риф Кларк (17°19′ ю. ш. 119°21′ в. д.), также известный в прошлом как Pulau Tengah, расположен в 23 км к юго-западу от рифа Мермейд. Длина рифа с севера на юго составляет около 15 км, ширина — 6 км. В северной части рифа расположен островок Бедуэлл (англ. Bedwell Islet), небольшая песчаная отмель высотой около 2 м над уровнем океана. Остров был назван капитаном Филипом Паркером Кингом в честь капитана Кларка, который сообщил о существовании острова между 1800—1809 годами.
Риф Эмперьёз (17°35′ ю. ш. 118°55′ в. д.), также известный в прошлом как Pulau Matsohor, расположен в 35 км к юго-западу от рифа Кларк. Длина рифа с севера на юг составляет около 16 км, ширина — 8 км. Юго-западная часть рифа поднята на высоту до 3 м над уровнем океана. В северной части расположен островок Каннингхем (англ. Cunningham Islet), высота которого достигает 3,7 м (он полностью лишён растительности). Риф был назван капитаном Филипом Паркером Кингом в честь корабля капитана Роули, который открыл риф в 1800 году.
Рифы Кларк и Эмперьёз входят в состав морского заповедника «Рифы Роули», учреждённого в 1990 году.

## История
Рифы были названы в честь капитана Раули, который является первооткрывателем одного из рифов (рифа Эмперьёз). Однако существуют подтверждения, что рифы ещё с середины XVIII века посещали рыболовы Индонезии, которые называли группу Пулау-Пуло-Дхаох (Pulau Pulo Dhaoh).

## Административное деление
Рифы административно входят в состав Западной Австралии.